# Ashton (Illinois)
Ashton es una villa ubicada en el condado de Lee en el estado estadounidense de Illinois. En el Censo de 2010 tenía una población de 972 habitantes y una densidad poblacional de 572,09 personas por km².

## Geografía
Ashton se encuentra ubicada en las coordenadas 41°52′6″N 89°13′21″O / 41.86833, -89.22250. Según la Oficina del Censo de los Estados Unidos, Ashton tiene una superficie total de 1.7 km², de la cual 1.7 km² corresponden a tierra firme y (0%) 0 km² es agua.

## Demografía
Según el censo de 2010, había 972 personas residiendo en Ashton. La densidad de población era de 572,09 hab./km². De los 972 habitantes, Ashton estaba compuesto por el 95.27% blancos, el 1.34% eran afroamericanos, el 0.31% eran amerindios, el 0.41% eran asiáticos, el 0.1% eran isleños del Pacífico, el 2.06% eran de otras razas y el 0.51% pertenecían a dos o más razas. Del total de la población el 4.32% eran hispanos o latinos de cualquier raza.